# 陳立僑
陳立僑醫生（Dr. Lik-kiu Ding，1920年—2008年6月24日），出生於砂拉越王國詩巫，是1960年代至1980年代香港社會運動界重要人物。他創立和領導社運的組織，例如基督教工業委員會、長春社、楊震社會服務中心（1990年後改稱循道衞理楊震社會服務處），還有香港民主民生協進會等等。

## 家庭背景
陳立僑祖籍福建古田，他的祖父陳玉潤在1900年為了逃避旱災飢荒，就跟隨衞理會牧師黃乃裳離開中國，移居北婆羅洲。後來他的兩個兒子陳天隨、陳天根都來到北婆羅洲定居，陳天根後來娶了吳玉愛生兒育女。陳立僑的兄弟姐妹就是陳家在婆羅洲土生土長的第一代。陳立僑出世日子不詳，只知道在猴年年尾，即1920年。後來他在新加坡讀中學時，就自定第一次世界大戰歐戰休戰日，即是11月11日作為他自己的生日，在自傳中，陳立僑說是因為當日街上很多慶祝活動  。

## 早年生活
陳立僑本身是婆羅洲砂拉越出世的華僑、自幼給父母交由衛理公會撫養成人，後來得到教會獎學金送去美國留學，學成後成為醫生，被教會派返砂拉越行醫，然後在1961年底，應岳父要求，來到香港，並在香港渡過了三十年。

## 社運生涯

### 醫療衛生
1960年代他初到香港，受到當時大量中國移民來港的貧困情況所感動，立志走入貧窮人群，開設平民化診所和為窮人四出奔走。他更創立了現在已經非常普及的社區保健，又首先提倡實行美沙酮戒毒治療服務，並且推廣針灸治療的鼓吹中西醫結合。

### 民主公義
陳立僑在1971年3月3日曾經參選過市政局選舉，以「通過調查研究和行動尋求真理」作競選主題，可惜敗北。這屆當選者有葉錫恩（Elliott, Elsie）、黃夢花、楊勵賢（革新會）、公民協會的冼祖昭和張有興。落選者包括馬超常、黃博度（革新會）、公民協會的李啟勳和鄒偉雄 。
同時，他亦曾經領導初創時期的基督教工業委員會（基工會）、靈實醫院、循道衛理楊震社會服務處。在六十年代，他係基工會主任馮偉文的家庭醫生，受馮所託，係六七暴動後擔任基工會主席填補領導真空，跟馮偉文、劉千石等，一起爭取勞工權益之餘，亦發起反對增加電話費等反加價運動，並且於七十年代末聲援油蔴地艇戶同金禧學潮 。陳做基工會主席期間，以信任職員，支持職員自由發揮的模式領導，令基工會茁壯成長成為現在香港一個重要的勞工團體–職工盟。
八十年代初，中英就香港前途問題訂立《中英聯合聲明》。1984年，陳跟杜學魁、馮檢基、馮可立、李植悅組成民間代表訪問團，向英國國會遊說，要求給予香港人就中英聯合聲明進行全民公決，與當時保守黨後排議員，前首相希思會面 。1986年，香港民主民生協進會成立，陳被推舉做首任主席，後來成為立法會議員的馮檢基和李永達當時分別當的副手，出任副主席。

### 環保運動
他曾經在1973年做過香港第一個環保團體長春社的主席（及後更成為會長）。他當年因串連九龍塘一群外籍居民跟長春社一齊反對啟德夜航，認識到長春社領導人之一的 John H. Pain；之後他被邀請做主席，領導反對蜆殼公司位於南丫島興建煉油廠和油庫，兼且推動以大學生為目標的環保教育工作，在這個方針下，培養出不少第一代土生土長的環保領袖。另外，當年還擔任《虎報》記者的司徒蓮（Siddal, Linda）在某次公開論壇的場合採訪陳立僑時，認識到他的好朋友列顯倫（Litton, Henry）。最終跟列顯倫結為夫婦，而司徒蓮後來亦創辦了另一個環保組織—香港地球之友 。
陳立僑的環保主張，可見於他在長春社刊物《協調》上寫的文章：

「青䓤的山嶺，翠綠的原野，清徹的溪流，新鮮的空氣，這是自然的韻律。

這種韻律，能使我們生活和諧。

但隨著急劇轉變的工業化，這種和諧，已遭破壞無遺。

這是全球工業化國家的難題，本港亦不例外。今日，我們所居住的附近環境，正遭遇空前的染污所破壞，我們新界明澈的溪瀾堆滿了垃圾，我們的港海日漸污染，我們的海產包含毒質，我們的海灘難以游泳。我們不單有充滿廢氣的空氣，更有刺人欲聾的嘈音。

我們生存的和諧韻律，已給工業的發展，打上了一個無限長的休止符。

倘若情勢繼續發展，我們的下一代，將難以有健康的休憩之所。

為此，香港保護自然景物協會 ，乃於三年前創立，目的是盡可能，保護自然的和諧。軔創之始，主其事者多非本地人仕，港人對環染污此一大問題，顯未曾給予適當之注意。

香港為一華人城市，居住環境境之好壞，息息相關。對自然景物之保護，責無旁貸。

為了下一代的生存，我們有責任防止空氣，食水，食物和景物的染污。

這份刊物的創辦，除了使港對能己的責任有所了解外，亦希望通過了解的途徑，而促致行動。」

## 退休生活
退休後的陳醫生簡居於美國加州三藩市。退休後，他的生活仍然保持過往的平實和簡樸。除了因記憶力稍退而要請管家協助家居生活之外，佢所住的都是平常的住宅、穿都是超級市場買回來的衣服、吃都是又便宜又簡單的素菜、代步的也是最普通的日本小房車、最佳的消閒是駕車到附近墳場思念亡妻和去超級市埸逛街做運動。
他在2008年6月24日在美國三藩市病逝，享年87歲。

## 外部參考
1. ↑  陳立僑自傳第一至第五章
2. ↑  嶺南大學香港選舉資料庫
3. ↑  陳立僑自傳第十六章
4. ↑  .   [2011-11-27]. （原始内容存档于2016-03-05）.
5. 1 2  陳立僑自傳第十七章
6. ↑  長春社在廿世紀七十年代別稱
7. ↑  景物，解作風景或風貌。《洛陽名園記》有云:「獨富鄭公園最為近闢，而景物最勝。」
8. ↑  《協調》第一卷第一期，一九七三年三月，香港保護自然景物協會、青年環境行動組季刊
9. ↑  HK's 'grandfather of democracy' dies at 87[永久]